# 伊弗利特

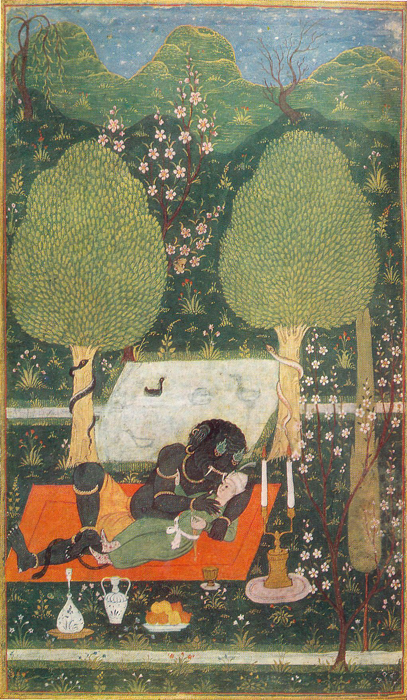
伊弗利特擁抱馬克漢（波斯細密畫・1648年）

伊弗利特（阿拉伯語: عفريت, Afrīt, Ifrit, efreet, ifreet, afrit, afreet，複數形：عفاريت, ʻAfārīt、女性形：伊弗利塔）是阿拉伯神话的生物，為鎮尼（一种魔人、惡魔或精靈）的一種。样貌像人且还能和人类结婚，还有自己的信仰。电子游戏如果地水风火四种属性里，通常把鎮尼设定为风精灵，而伊弗利特则是火精灵。《阿拉丁神灯》故事的神灯精灵属于伊弗利特，而戒指精灵则是鎮尼。伊弗利特属于五种鎮尼阶级第二阶级的鎮尼。伊斯蘭教的聖典古蘭經( 蘇拉（An-Naml））第27章39節紀載「精靈中的伊弗利特」。
性格兇暴暴躁，一臉嚴肅。可以操縱各種魔法，擁有變形能力等人類所沒有的力量。特別是，據說他能夠自由操縱火焰。
在西方文化中，異教的神靈有時也被稱為惡魔，或許是因為他們可怕的外表，被視為惡魔。　
他們被稱為火焰魔人、火焰精靈、火焰魔獸，但這是因為它們在桌上角色扮演遊戲《龍與地下城》中作為火焰屬性精靈出現，在《最終幻想 (遊戲)》中作為火焰魔獸出現。鎮尼，包括伊弗利特，據說是從無菸的火中誕生的種族，所以他們不是沒有關係，但他們原本並不局限於火的屬性。

## 《天方夜譚》中的伊佛利特
許多精靈和火元素精靈也出現在《一千零一夜》中。 其中代表作是《漁夫與鬼神的故事（第3夜～第9夜）》。
有一天，一個漁夫在拉網的時候，網裡夾住了一個壺。當他打開壺的蓋子時，伊弗利特冒著煙冒了出來。 可怕的巨人試圖吞噬將它撲滅的漁夫。 被困在壺裡許久的伊弗利特被激怒了，決定吃掉第一個打開壺蓋子的人。 然而，伊夫利特被漁夫要求拿出證據證明它確實在壺裡，所以他親自進入壺裡展示。 然後漁夫蓋上蓋子，最後它又被困在了壺裡。
伊弗利特也是阿拉丁中出現的神燈之靈和戒指之靈。

## 流行文化
魔法战队